# Harlekinschrecken
Harlekinschrecken (Zonocerus) sind eine Gattung von Kurzfühlerschrecken (Caelifera) der Familie Kegelkopfschrecken (Pyrgomorphidae) und dem Tribus Phymateini. Die Gattung besteht aus nur zwei Arten, die dazu befähigt sind, Pyrrolizidinalkaloide aus Nahrungspflanzen einzulagern. Da sie schwer durch Insektizide bekämpft werden können, sind sie bedeutende landwirtschaftliche Schädlinge, besonders in Bananenplantagen.

## Merkmale und Verhalten
Die Adulttiere sind 24 bis 40 Millimeter groß. Sie tragen eine Warnfärbung (Aposematismus). Auf der dorsalen Mittellinie zwischen dem ersten und zweiten Bauchsegment liegt eine Drüsenöffnung für ein Wehrsekret.

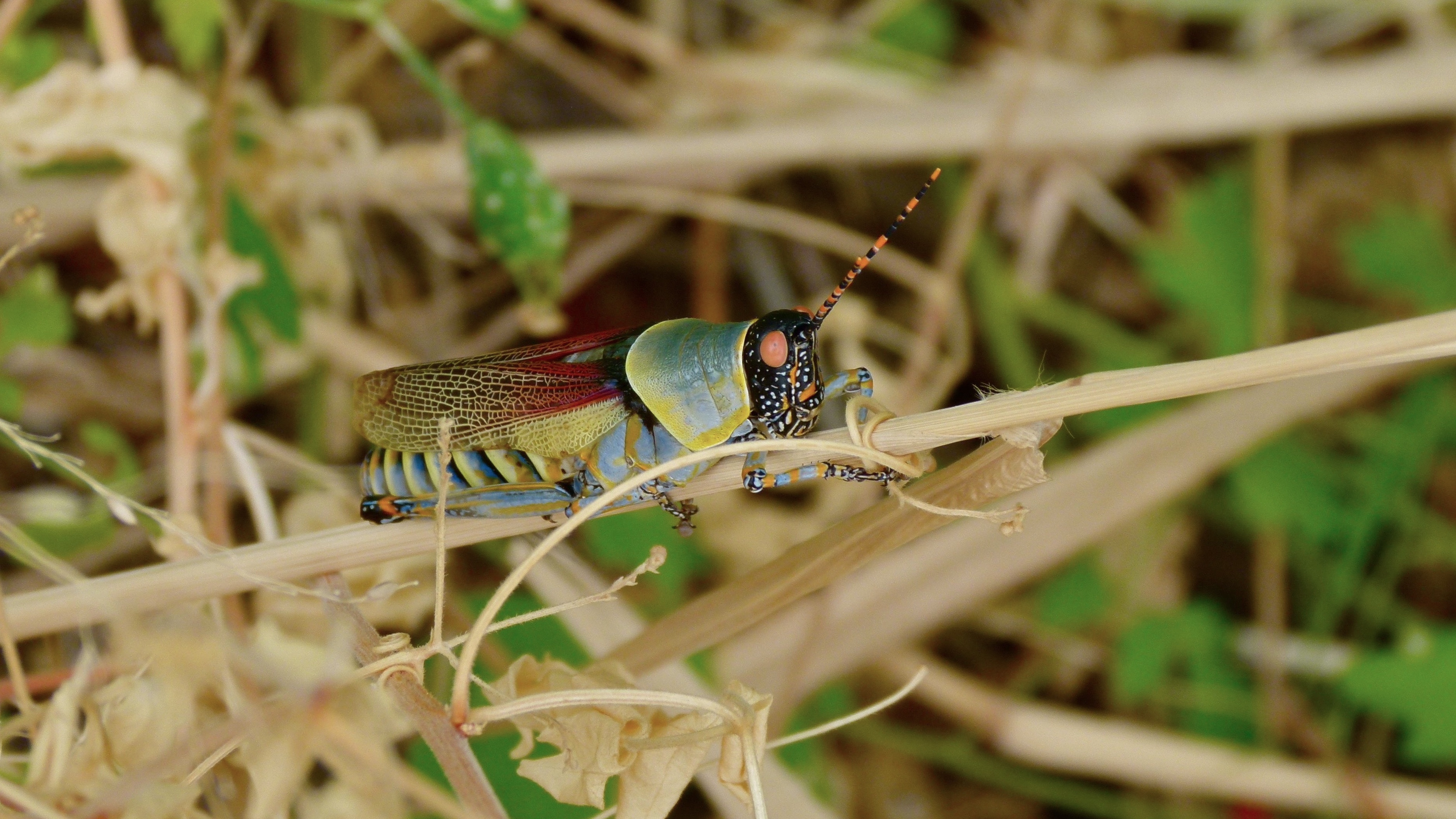
Langflügelige Form von Zonocerus elegans, aufgenommen bei Letaba in Südafrika

Die Flügel können von Generation zu Generation erheblich variieren. Der Flügelpolymorphismus stellt einen Kompromiss dar, der eine kurzflügelige oder flügellose Generation beinhaltet, die kaum fliegen kann, aber in der Lage ist, mehr Eier zu produzieren als die langflügelige Gegenform, die sich gut verbreiten kann, allerdings unter verminderter Fortpflanzungsleistung.
Wie bei einigen anderen Kegelkopfschrecken wurde der Karyotyp männlicher Harlekinschrecken mit 2n = 19 Chromosomen bestimmt und ihre genetische Geschlechtsdetermination folgt dem XX♀–XO♂-System.
Die Weibchen legen Eipakete von 20 bis 40 Eiern mit dem Ovipositor im Boden ab. Die Eientwicklung im Boden dauert meist 8 bis 16 Wochen, kann sich aber auch um mehrere Monate verzögern. Viele Tiere sterben nach der ersten Paarung oder der Eiablage. Die Nymphen bilden häufig Schwärme, möglicherweise als Schutz vor Prädation. Aber auch adulte Zonocerus elegans neigen zur Schwarmbildung. Die Tiere sind tagaktiv (diurnal), dies betrifft auch die Verdauungstätigkeit.

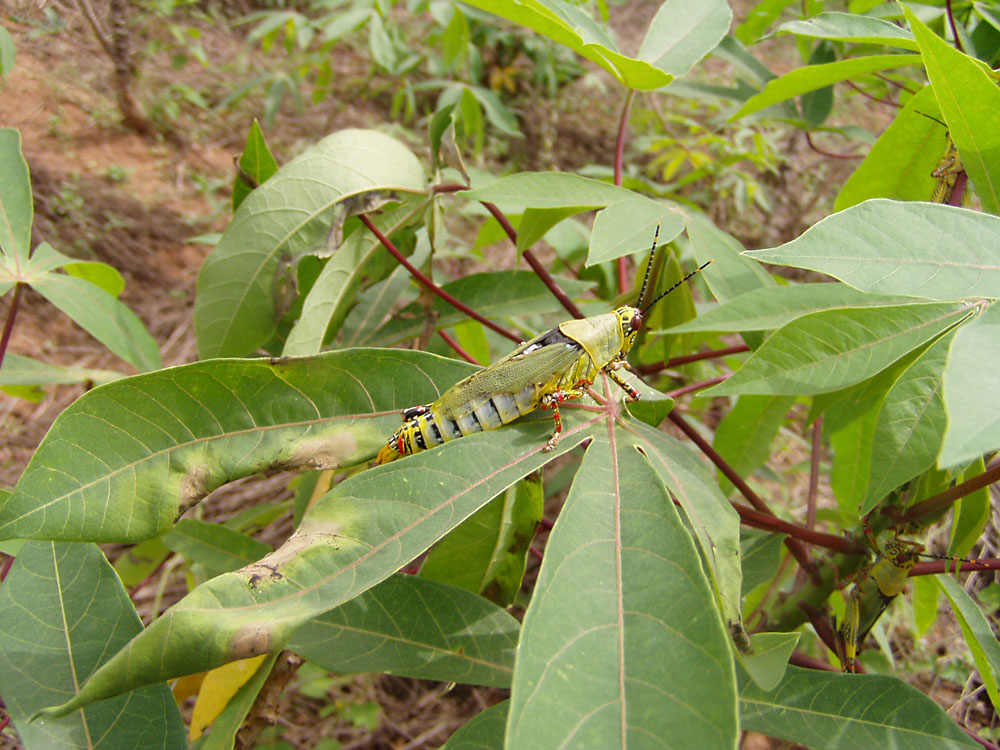
Kleinflügelige Form einer weiblichen Harlekinschrecke (Zonocerus variegatus)

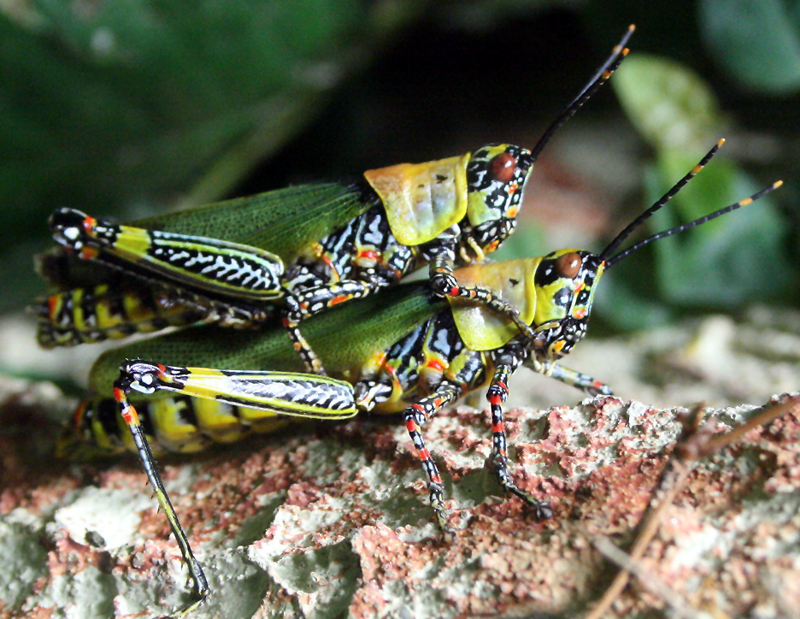
Paarung langflügeliger Formen der Harlekinschrecke

## Arten
1. Zonocerus elegans (Thunberg, 1815): Typusart; die ursprünglich von Thunberg als Gryllus elegans beschriebene Form gilt heute als Unterart Zonocerus elegans elegans.[2]
2. Harlekinschrecke: Zonocerus variegatus (Linnaeus, 1758); Zonocerus variegatus tritt dimorph auf, als kurzflügelige und als langflügelige Form.[11]

## Verbreitung
Die beiden Arten sind im tropischen Regenwald und waldnahen Savannen der Afrotropis verbreitet, Zonocerus elegans hauptsächlich in zentralen und südlichen afromontanen Wäldern, einschließlich Madagaskars, die Harlekinschrecke (Zonocerus variegatus) in West- und Ostafrika.

## Ökologie
Die Insekten sind in ihrem Lebensraum weniger anfällig für wetterbedingte Einflüsse oder Prädation durch Wirbeltiere, als vielmehr für Infektionen mit dem Pilz Entomophthora grylli aus der Ordnung der Fliegentöterpilzartigen, insbesondere im letzten Jugendstadium bei hoher Luftfeuchtigkeit. Die Adulttiere werden wesentlich durch den Parasiten Blaesixipha filipjevi geschädigt, eine Fleischfliege.

### Sequestrierung von Toxinen
Die Gattung lagert zu ihrem Schutz vor Fressfeinden Pyrrolizidinalkaloide aus Nahrungspflanzen in ihre Cuticula ein. Dazu gehören insbesondere die Blüten von Chromolaena odorata, ein aus der Neotropis eingeschleppter Neophyt, welcher auf landwirtschaftlich genutzten Flächen gedeiht, außerdem das vielfach angebaute Wolfsmilchgewächs Maniok (Manihot esculenta). Mittels exokriner Abwehrdrüsen können Pyrrolizidinalkaloide bei Gefahr auch aktiv abgegeben werden. Die Ausführöffnung liegt auf der dorsalen Mittellinie zwischen dem ersten und zweiten Bauchsegment, das Sekret kann bis zu 20 cm weit verspritzt werden, weshalb die Harlekinschrecke auch „criquet puant“ und „Stinkschrecke“ genannt wird.

## Wirtschaftliche Bedeutung

### Bekämpfung
Aufgrund ihrer Resistenz gegen Pyrrolizidine sind herkömmliche Insektizide weitgehend wirkungslos gegen Harlekinschrecken. Als wirksam erwies sich ein Gemisch aus Erdnussöl und den Konidien des Pilzes Metarhizium flavoviride, der Schnabelkerfe befällt. Sprühen des öligen Gemischs führte zu hoher Sterblichkeit bei der Harlekinschrecke, 70 bis 95 % der Insekten starben.

### Haltung
Beide Arten der Harlekinschrecken werden im europäischen Zoohandel angeboten und in Insektarien idealerweise bei 25 bis 30 °C und 50 bis 60 % Luftfeuchtigkeit gehalten. In Europa können sie mit Blättern von Brombeeren, Eichen und Efeu gefüttert werden, teilweise auch mit Blättern von Rosen und Seidenpflanzen.

### Als Nahrung
Traditionell werden Harlekinschrecken von Menschen gegessen. Dazu werden sie kurz gekocht, dann Kopf mit Darm, Flügel und Beine entfernt. Gesalzen werden sie in der Sonne getrocknet. Für die Mahlzeit werden sie gewürzt und gegart. Es besteht der Verdacht, dass die in der dorsalen Drüse verbliebenen Pyrrolizidine für Leberschädigungen verantwortlich sind.
Auf Grund ihrer anspruchslosen Haltung und leichten Züchtbarkeit wird erwogen, Harlekinschrecken als Futtermittel in der Aquakultur des Afrikanischen Raubwelses einzusetzen.

## Phylogenetische Stellung
Die Gattung Zonocerus gehört dem Subtribus Zonocerina Kevan & Akbar, 1964 an, welche dem Tribus Phymateini Bolívar, 1884 zugeordnet wird, innerhalb der Unterfamilie Pyrgomorphinae Brunner von Wattenwyl, 1874. Ihre Schwestergattung im Subtribus Zonocerina ist somit Physemophorus Krauss, 1907.
Harlekinschrecken stehen den 6 Gattungen Physemophorus, Poekilocerus, Phymateus, Phyteumas, Paraphymateus, Rutidoderes besonders nahe, die alle eine dorsale Drüsenöffnung ihres Abdomens aufweisen und im biogeographischen Großkontinent Afrika-Eurasien (Afrotropis, Madagaskar, Sokotra (Insel) und Asien) beheimatet sind. Ein Flügelpolymorphismus wurde außer bei Zonocerus noch in den nahestehenden Gattungen Psedna, Rubellia, Yeelanna, Monistria, Maura, Parapetasia und Chrotogonus beobachtet.